# Paločka
La Ӏ, chiamata páločka (in russo па́лочка?, stecco, paletto) è una lettera aggiunta all'alfabeto cirillico, quando questo viene usato in molte lingue caucasiche, come la lingua abaza, l'adighè, l'avaro, il ceceno, il dargwa, l'inguscio, il cabardino, il lak e la lingua lesga.
Normalmente la paločka non ha un valore fonetico di per sé, ma generalmente modifica la consonante precedente. Segnala che la consonante precedente è un'eiettiva. Esempio dalla lingua avara: кIалъазе (IPA: /kˈaˈɬaze/) "parlare".
In alcune delle lingue che usano la paločka, (adighè, cabardino, ceceno, inguscio), ha anche la funzione di colpo di glottide. Esempio dalla lingua cabarda: елъэӀуащ (IPA: /jaɬaˈʔʷaːɕ/), "chiese qualcosa".
Il carattere maiuscolo ha la medesima forma della lettera latina maiuscola I, mentre il carattere minuscolo ha la medesima forma della lettera latina minuscola L. Viene generalmente rimpiazzata dalla lettera latina I o a volte dalla cifra 1, anche se ciò non è tecnicamente corretto. L'origine della paločka è da ravvisarsi all'epoca delle macchine da scrivere, dove la barra verticale è stata adoperata a mo' di segno diacritico.

## Codifica
| Carattere              | Ӏ        | Ӏ           | ӏ        | ӏ           |
| ---------------------- | -------- | ----------- | -------- | ----------- |
| Codifica del carattere | decimale | esadecimale | decimale | esadecimale |
| Unicode                | 1216     | U+04C0      | 1231     | U+04CF      |
| UTF-8                  | 211 128  | D3 80       | 211 143  | D3 8F       |
| Entità HTML            | &#1216;  | &#x04C0;    | &#1231;  | &#x04CF;    |

La forma minuscola della paločka venne introdotta nella tabella Unicode 5.0 nel luglio 2006.